# Guipel
Guipel település Franciaországban, Ille-et-Vilaine megyében. Lakosainak száma 1735 fő (2022. január 1.). Guipel Dingé, Hédé-Bazouges, Montreuil-sur-Ille, Saint-Médard-sur-Ille és Vignoc községekkel határos.

## Népesség
A település népességének változása:
| Lakosok száma | 1126 | 1190 | 1283 | 1545 | 1698 | 1711 | 1696 | 1701 | 1714 | 1735 |
|               | 1968 | 1982 | 1990 | 2006 | 2013 | 2015 | 2017 | 2019 | 2020 | 2022 |